# Vallecas Club de Fútbol
El Vallecas Club de Fútbol es un club de Fútbol del distrito de Villa de Vallecas en Madrid que ha militado varias temporadas en la Tercera División Española.
El club cuenta con un total de 20 equipos de fútbol masculino y femenino federados que comprenden desde la categoría Chupetín hasta el primer equipo. En total el club tiene cerca de 400 jugadores en las distintas categorías.

## Historia
El Vallecas Club de Fútbol se fundó en el año 1967.
Ha militado varias temporadas en Tercera División y en la última década ha jugado en Primera Aficionados y Preferente.
En la temporada 2007-2008  asciende a Tercera División tras terminar 2.º en el Grupo 2 de Preferente.
En la temporada 2008-09 termina 9.º detrás de Real Madrid C siendo una de las revelaciones. En esta misma temporada consiguió la mayor goleada de la categoría con el resultado Villalba 2-Vallecas C.F. 9. Carlos Gazapo fue el pichichi con 23 goles.
Los número de la temporada fueron los siguientes:
Partidos Jugados: 40 Ganados: 15 Empatados: 12 Perdidos: 13 Goles a favor: 56 Goles en contra: 53 Puntos: 57.
En la  temporada 2009/10 el Vallecas C.F. es pionero en el sistema de gestión deportiva, encargándose de dicha gestión 4GEST Sport&Event S.L. empresa pionera en gestión y eventos deportivos.
En la temporada 2015-2016 ocurre un hecho histórico para el club, el primer equipo femenino ascendía a Segunda División. Contando la siguiente temporada con Ángeles, la máxima goleadora del grupo de Segunda división.

## Uniforme
- Titular: Camiseta Blanca, Pantalón Azul, Medias azules.
- Visitante: Camiseta roja, Pantalón Azul, Medias Azules.

## Estadio
Nombre: Nuestra Señora de la Torre.
Capacidad: 3.000 espectadores aprox.
Inauguración: --
Dimensiones: 105 x 67
Actualmente el Vallecas C.F cuenta con dos campos de fútbol 11 de césped artificial y dos campos de fútbol 7 de césped artificial.

## Temporadas
| Temporada       | Division | Puesto | Copa del Rey |  |
| --------------- | -------- | ------ | ------------ |  |
| desde 67-68     | Regional | —      |              |  |
| a 87-88         | Regional | —      |              |  |
| 1988/89         | 3.ª      | 16     |              |  |
| 1989/90         | 3.ª      | 13     |              |  |
| 1990/91         | 3.ª      | 18     |              |  |
| desde 91-92     | Regional | —      |              |  |
| a 94-95         | Regional | —      |              |  |
| 1995/96         | 3.ª      | 19     |              |  |
| desde 96-97     | Regional | —      |              |  |
| a 07-08         | Regional | —      |              |  |
| 2007/08         | Regional | 2      |              |  |
| 2008/09         | 3.ª      | 9      |              |  |
| 2009/2010       | 3.ª      |        |              |  |
| desde 2010/2011 | Regional |        |              |  |
| a 2018/2019     | Regional |        |              |  |

## Cuerpo Técnico
Entrenador ➡ Juan Carlos Robles
Segundo Entrenador➡ "Suso"
Preparador Físico➡ Kim
Director Deportivo➡ Luis Bermejo
Coordinadora Futbol Base➡ Alejandra "Alex"
Fisioterapeuta➡ Carlos
Secretario➡ Javier Rendo
Jefes de prensa➡ Pablo Gálvez ➡ Sergio Correa
Mantenimiento Instalaciones➡ Jordan Gómez